# Sandvik AB
Sandvik er et vidtfavnende firma indenfor blandt andet produktion af værktøj og maskiner. Firmaet er et aktieselskab med hovedsæde i Sverige.
Virksomheden havde i 2006 42.000 ansatte og var repræsenteret i 130 lande.